# 1954-es Formula–1 belga nagydíj
A belga nagydíj volt az 1954-es Formula–1 világbajnokság harmadik futama, amelyet 1954. június 20-án rendeztek meg a belga Circuit de Spa-Francorchamps-on, Spában.

## Futam
Az évad harmadik futamát a belga Spá-Francorchamps pályán rendezték. Fangio pole pozícióból rajtolva nyert, miközben megfutotta a verseny leggyorsabb körét. Mögötte a Ferrari francia versenyzője Maurice Trintignant lett a második, a dobogó harmadik fokára pedig a fiatal angol tehetség, Stirling Moss állhatott fel. González, bár a második helyről rajtolt, már az első körben motorproblémája lett, mire autót cserélt az ötödik helyről rajtoló Hawthornal. Végül a negyedik pozícióban ért be, de az azért járó három pontot meg kellett osztania az angollal. A harmadik helyről rajtoló Farina a 36 körös verseny 14. körében kiállni kényszerült. Összességében elmondható, hogy Fangio szárnyalt, miközben vetélytársai nam, vagy csak alig szereztek pontokat.
| Helyezés | Rajtszám | Versenyző                           | Csapat/Motor | Futott kör | Idő/Kiesés oka | Rajthely | Pont |
| -------- | -------- | ----------------------------------- | ------------ | ---------- | -------------- | -------- | ---- |
| 1        | 26       | Juan Manuel Fangio                  | Maserati     | 36         | 2h44:42.4      | 1        | 9    |
| 2        | 8        | Maurice Trintignant                 | Ferrari      | 36         | + 24.2         | 6        | 6    |
| 3        | 22       | Stirling Moss                       | Maserati     | 35         | + 1 kör        | 9        | 4    |
| 4        | 10       | Mike Hawthorn José Froilán González | Ferrari      | 35         | + 1 kör        | 5        | 1.5  |
| 5        | 18       | André Pilette                       | Gordini      | 35         | + 1 kör        | 8        | 2    |
| 6        | 20       | Prince Bira                         | Maserati     | 35         | + 1 kör        | 13       |      |
| 7        | 30       | Sergio Mantovani                    | Maserati     | 34         | + 2 kör        | 11       |      |
| Ki       | 4        | Nino Farina                         | Ferrari      | 14         | Gyújtás        | 3        |      |
| Ki       | 16       | Paul Frère                          | Gordini      | 14         | Motorhiba      | 10       |      |
| Ki       | 12       | Jean Behra                          | Gordini      | 12         | Felfüggesztés  | 7        |      |
| Ki       | 28       | Onofre Marimón                      | Maserati     | 3          | Motorhiba      | 4        |      |
| Ki       | 6        | José Froilán González               | Ferrari      | 1          | Motorhiba      | 2        |      |
| Ki       | 2        | Jacques Swaters                     | Ferrari      | 1          | Motorhiba      | 14       |      |
| Ki       | 24       | Roberto Mieres                      | Maserati     | 0          | Tűz            | 12       |      |

### Statisztikák
Vezető helyen:
- Giuseppe Farina: 5 (1-2 / 11-13)
- Juan Manuel Fangio: 31 (3-10 / 14-36)
- Juan Manuel Fangio 9. győzelem, 11. pp., 11. lgyk., 5. mesterhármasa (pp, lk, gy)
- Maserati 3. győzelem.